# Fogonadura

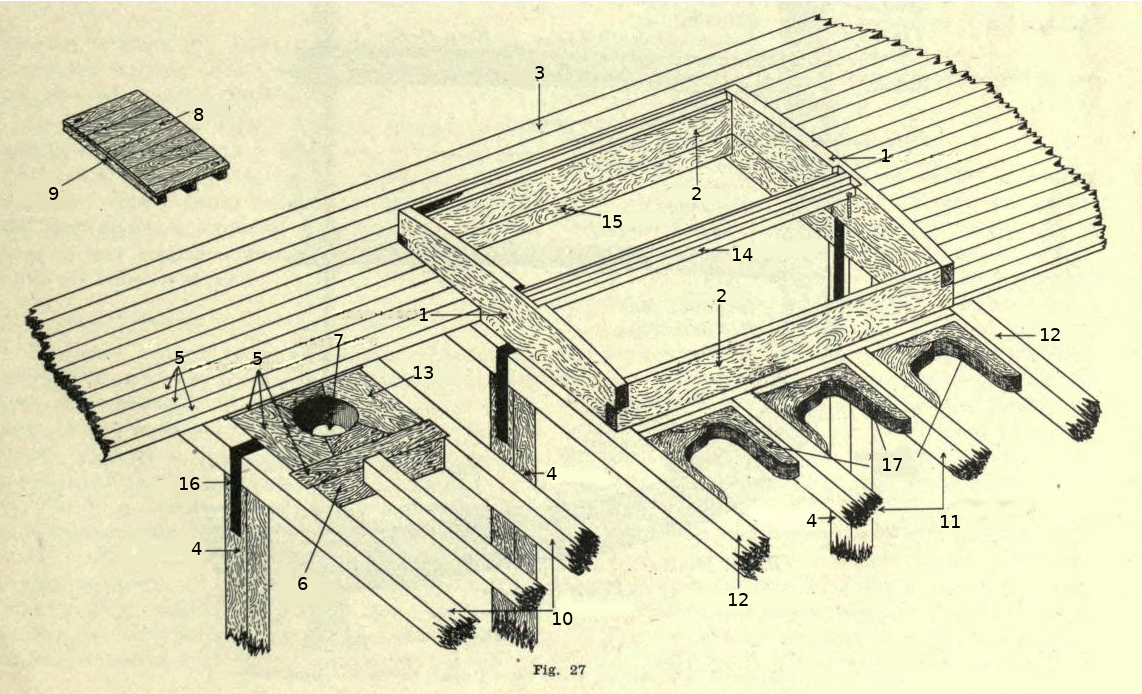
1.-Brazola
2.-Eslora de escotilla
3.-Cubierta
4.-Puntal
5.-Traca
6.-Llave de fogonadura
7.-Fogonadura
8.-Cuartel
9.-Eslora de tapa de escotilla
10.-Bao de fogonadura
11.-Semibao de escotilla
12.-Bao de escotilla
13.-Mallete
14.-Galeota de escotilla
15.-Carlinga
16.-Fleje
17.-Curva
Ref.: Diccionario enciclopédico marítimo (inglés-español), por Luis Delgado Lamelland.

En náutica, la Fogonadura (ant. Afogonadura) es el agujero o abertura en las cubiertas de una embarcación que sirve para que pasen los mástiles, el cabrestante, las bombas etc hacia su asiento en la respectiva carlinga o caja. (fr. Etambrai; ing. Mast hole; it. Fogonatura).

## Etimología
En lo antiguo se decía Afogonadura, según Vict. y Fern. Nav.
1. Vict.: El Excmo. Sr. Marques de la Victoria (en las equivalencias españolas que se hallan de su letra misma al margen de un ejemplar del Diccionario francés y alemán de Mr. Aubin)
2. Fern. Nav.: El Almirante General D. Pedro Fernández de Navarrete (Diccionario de términos de marina: manuscrito que se halla entre sus papeles)

## Descripción
En un espacio entre dos baos (vigas del barco) se colocan las llaves (dos piezas largas endentadas por sus extremos a los dos baos) a ambos costados del palo, luego entre las llaves se colocan los malletes (piezas endentadas a las llaves, en el espacio que forman entre estas), estas forman un cuadrado exterior y un octógono interior. Luego en el interior del agujero así formado se coloca la boca de tinaja (pieza en forma de anillo) con el que se forma la fogonadura. Por entre la fogonadura y el palo se encajan las cuñas para su sujeción. Esto se repite en todas las cubiertas por donde pasa el palo.

## Partes
1. Concha: (fr. Emplanture; ing. Socket step).
  - Galocha: la concha del cabrestante.